# Elecciones presidenciales de Estados Unidos de 2024 en Nueva York
Las elecciones presidenciales de Estados Unidos de 2024 en Nueva York se llevaron a cabo el 5 de noviembre de 2024, como parte de las elecciones presidenciales de Estados Unidos de 2024. Los votantes eligieron a los 28 electores que los representarían en el Colegio Electoral mediante votación popular.
Nueva York, un estado densamente poblado del noreste, ha votado a los demócratas en todas las elecciones desde 1988. Un estado fuertemente azul a nivel federal, la fuerza demócrata se concentra principalmente en la ciudad de Nueva York.

## Encuestas
| Fecha               | Fuente               | Muestra | Trump (R) | Biden (D) | Ventaja |
| ------------------- | -------------------- | ------- | --------- | --------- | ------- |
| Fecha               | Fuente               | Muestra |           |           | Ventaja |
| 17 de junio de 2024 | Siena College        | 805     | 39%       | 47%       | 8       |
|                     |                      |         |           |           |         |
| 29 de mayo de 2024  | Emerson College      | 1000    | 38%       | 44%       | 6       |
| 15 de mayo de 2024  | Siena College        | 1191    | 38%       | 47%       | 9       |
| 3 de mayo de 2024   | Slingshot Strategies | 1059    | 37%       | 56%       | 19      |
|                     |                      |         |           |           |         |
| 17 de abril de 2024 | Siena College        | 806     | 37%       | 47%       | 10      |

## Resultados

### Generales
| Partido                | Partido     | Candidato     | Votos      | %     |
| ---------------------- | ----------- | ------------- | ---------- | ----- |
|                        | Demócrata   | Kamala Harris | 4,619,195  | 55.12 |
|                        | Republicano | Donald Trump  | 3,578,899  | 42.71 |
| Escritos               | Escritos    | Escritos      | 182,364    | 2.18  |
|                        |             |               |            |       |
| Total                  | Total       | Total         | 8,380,458  | 100   |
| Participación          |             |               |            |       |
| Registrados            | Registrados | Registrados   | 12,426,602 |       |
|                        |             |               |            |       |
| Fuente: New York State |             |               |            |       |

### Por condado
|              | Harris Demócrata | Harris Demócrata | Trump Republicano | Trump Republicano | Total       | Margen  | Margen |
| Condado      | Votos            | %                | Votos             | %                 | Total       | Votos   | %      |
| ------------ | ---------------- | ---------------- | ----------------- | ----------------- | ----------- | ------- | ------ |
| Albany       |                  |                  |                   |                   | En curso... |         |        |
| Allegany     | 5,483            | 27.88            | 13,826            | 70.29             | 19,669      | -8,343  | -42.41 |
| Bronx        | 261,670          | 71.23            | 98,174            | 26.73             | 367,346     | 163,496 | 44.50  |
| Broome       | 45,142           | 49.16            | 44,763            | 48.75             | 91,823      | 379     | 0.41   |
| Cattaraugus  |                  |                  |                   |                   | En curso... |         |        |
| Cayuga       | 15,772           | 42.88            | 20,482            | 55.68             | 36,785      | -4,710  | -12.80 |
| Chautauqua   | 22,085           | 38.39            | 34,528            | 60.03             | 57,521      | -12,443 | -21.64 |
| Chemung      |                  |                  |                   |                   | En curso... |         |        |
| Chenango     | 8,177            | 35.90            | 14,294            | 62.76             | 22,776      | -6,117  | -26.86 |
| Clinton      |                  |                  |                   |                   | En curso... |         |        |
| Columbia     |                  |                  |                   |                   | En curso... |         |        |
| Cortland     |                  |                  |                   |                   | En curso... |         |        |
| Delaware     |                  |                  |                   |                   | En curso... |         |        |
| Dutchess     |                  |                  |                   |                   | En curso... |         |        |
| Erie         |                  |                  |                   |                   | En curso... |         |        |
| Essex        | 9,629            | 49.31            | 9,533             | 48.81             | 19,529      | 96      | 0.50   |
| Franklin     |                  |                  |                   |                   |             |         |        |
| Fulton       |                  |                  |                   |                   |             |         |        |
| Genesee      |                  |                  |                   |                   |             |         |        |
| Greene       |                  |                  |                   |                   |             |         |        |
| Hamilton     |                  |                  |                   |                   |             |         |        |
| Herkimer     |                  |                  |                   |                   |             |         |        |
| Jefferson    |                  |                  |                   |                   |             |         |        |
| Kings        | 551,633          | 69.42            | 219,335           | 27.60             | 794,681     | 332,298 | 41.82  |
| Lewis        | 3,105            | 25.71            | 8,786             | 72.76             | 12,076      | -5,681  | -47.05 |
| Livingston   | 11,894           | 38.50            | 18,482            | 59.83             | 30,890      | -6,588  | -21.33 |
| Madison      | 13,853           | 42.28            | 18,326            | 55.94             | 32,763      | -4,473  | -13.66 |
| Monroe       | 205,120          | 57.96            | 141,763           | 40.05             | 353,921     | 63,357  | 17.91  |
| Montgomery   | 7,049            | 34.80            | 12,929            | 63.84             | 20,253      | -5,880  | -29.04 |
| Nassau       | 328,723          | 46.73            | 359,253           | 51.07             | 703,408     | -30,530 | -4.34  |
| New York     | 482,124          | 80.14            | 103,128           | 17.14             | 601,567     | 378,996 | 63.00  |
| Niagara      | 41,825           | 41.65            | 57,156            | 56.92             | 100,419     | -15,331 | -15.27 |
| Oneida       | 37,640           | 38.48            | 58,783            | 60.10             | 97,805      | -21,143 | -21.62 |
| Onondaga     | 124,841          | 57.06            | 89,582            | 40.95             | 218,777     | 35,259  | 16.11  |
| Ontario      | 28,576           | 48.42            | 29,415            | 49.84             | 59,021      | -839    | -1.42  |
| Orange       | 75,829           | 44.67            | 90,880            | 53.54             | 169,758     | -15,051 | -8.87  |
| Orleans      | 5,227            | 29.15            | 12,432            | 69.33             | 17,931      | -7,205  | -40.18 |
| Oswego       | 20,162           | 37.47            | 32,968            | 61.27             | 53,806      | -12,806 | -23.80 |
| Otsego       | 12,268           | 45.31            | 14,626            | 54.02             | 27,073      | -2,358  | -8.71  |
| Putnam       | 22,997           | 42.13            | 30,714            | 56.26             | 54,589      | -7,717  | -14.13 |
| Queens       | 404,126          | 60.23            | 248,024           | 36.96             | 670,972     | 156,102 | 23.27  |
| Rensselaer   | 38,525           | 49.52            | 37,772            | 48.55             | 77,800      | 753     | 0.97   |
| Richmond     | 65,872           | 33.93            | 124,265           | 64.01             | 194,141     | -58,393 | -30.08 |
| Rockland     | 63,151           | 43.05            | 80,896            | 55.15             | 146,689     | -17,745 | -12.10 |
| Saratoga     | 63,852           | 49.71            | 62,278            | 48.49             | 128,445     | 1,574   | 1.22   |
| Schenectady  | 38,064           | 53.98            | 31,086            | 44.08             | 70,520      | 6,978   | 9.90   |
| Schoharie    | 5,315            | 33.92            | 10,106            | 64.49             | 15,671      | -4,791  | -30.57 |
| Schuyler     | 3,598            | 38.67            | 5,583             | 60.00             | 9,305       | -1,985  | -21.33 |
| Seneca       | 6,396            | 43.07            | 8,226             | 55.39             | 14,850      | -1,830  | -12.32 |
| St. Lawrence | 17,502           | 40.48            | 25,210            | 58.31             | 43,235      | -7,708  | -17.83 |
| Steuben      | 14,938           | 33.41            | 29,159            | 65.22             | 44,710      | -14,221 | -31.81 |
| Suffolk      | 323,473          | 43.88            | 402,924           | 54.66             | 737,191     | -79,451 | -10.78 |
| Sullivan     | 13,696           | 40.77            | 19,256            | 57.32             | 33,591      | -5,560  | -16.55 |
| Tioga        | 8,909            | 37.72            | 14,365            | 60.82             | 23,617      | -5,456  | -23.10 |
| Tompkins     | 32,181           | 72.65            | 10,934            | 24.68             | 44,295      | 21,247  | 47.97  |
| Ulster       | 56,362           | 58.68            | 38,870            | 40.47             | 96,044      | 17,492  | 18.21  |
| Warren       | 16,585           | 47.01            | 18,080            | 51.25             | 35,277      | -1,495  | -4.24  |
| Washington   | 10,985           | 39.16            | 16,897            | 60.23             | 28,054      | -5,912  | -21.07 |
| Wayne        | 16,570           | 37.67            | 26,761            | 60.84             | 43,986      | -10,191 | -23.17 |
| Westchester  | 277,492          | 61.77            | 162,451           | 36.16             | 449,241     | 115,041 | 25.61  |
| Wyoming      | 4,679            | 25.69            | 13,181            | 72.37             | 18,214      | -8,502  | -46.68 |
| Yates        | 4,234            | 40.74            | 5,966             | 57.40             | 10,393      | -1,732  | -16.66 |

#### Volteados
| Condado  | Ciudad más grande | Pre-elección | Pre-elección | Post-elección | Post-elección | Margen |
| Condado  | Ciudad más grande | Partido      | Partido      | Partido       | Partido       | Margen |
| -------- | ----------------- | ------------ | ------------ | ------------- | ------------- | ------ |
| Clinton  | Plattsburgh       |              | Demócrata    |               | Republicano   | +0.00  |
| Essex    | Ticonderoga       |              | Demócrata    |               | Republicano   | +0.00  |
| Nassau   | Hempstead         |              | Demócrata    |               | Republicano   | +0.00  |
| Rockland | Ramapo            |              | Demócrata    |               | Republicano   | +0.00  |